# Kvitka Cisyk
Kvitka Cisyk, nota anche con lo pseudonimo di Kasey Cisyk (New York, 4 aprile 1953 – Manhattan, 29 marzo 1998), è stata una cantante statunitense.

## Biografia
Di origine ucraina, è stata un soprano di coloratura che ha saputo spaziare dall'opera alla musica pop e folk, passando per i jingles commerciali sia radiofonici sia televisivi.
Ha interpretato il brano You Light Up My Life, del 1977, inserito nel film Tu accendi la mia vita e vincitore dell'Oscar alla migliore canzone ai Premi Oscar 1978.
È deceduta a causa di un tumore alla mammella a soli 44 anni.